# Вільгельм Аделін
Вільгельм Аделін (англ. William Adelin; 5 серпня 1103 — 25 листопада 1120 — син Генріха І Боклерка від його першої дружини Матильди Шотландської, був чинним спадкоємцем на престол. Його рання смерть призвела до кризи, яка відомої в історії як Громадянська війна в Англії 1135—1154. Він помер через два роки після смерті своєї матері — Матильди Шотландської.

## Юність
Вільям народився у Вінчестері. Його батько, Генріх I в Англії, був наймолодшим сином Вільгельма Завойовника, короля Англії та герцога Нормандії, і Матильди Фландрії. Роберт II Куртгез, старший син завойовника, успадкував Нормандію, а Вільгельм II Рудий, третій син і найстарший, що залишився в живих, син завойовника, успадкував Англію. У 1100 році Вільгельм II Рудий був убитий на полюванні, а Генріх взяв престол. До 1105 він також позбавив Роберта Нормандії.
Мати Вільгельма була Матильда, дочка Малкольма III Шотландії Святої Маргарити Шотландської. Генріх влаштував шлюб, щоб примирити свої англосаксонські цілі: свята Маргарита була онукою англосаксонського короля Едмунда Залізнобокого та племінницею великого Едуарда Сповідника; Як такий, шлюб являв собою союз між новими норманськими правителями Англії та старою англосаксонською династією.

## Герцог Нормандії
Під час життя Генріха I Вільям був титулований як герцог Нормандії. Генріх зробив це, коли він був під тиском короля Франції Людовика VI, щоб прийняти омаж як герцог Нормандії. Як сам по собі король, Генріх не хотів дотримуватися, і в 1115 році він запропонував Вільгельму це зробити замість нього. Ця пропозиція була зрештою прийнята в 1120 році, і Вільгельм склав омаж Людовику VI в середині 1120 року. З цієї причини Вільгельм іноді вважається герцогом Нормандії. Вільям отримав, як спадкоємець престолу, повагу і вірність баронів Нормандії в 1115 році та баронів Англії в березні 1116 року.
Мати Вільяма, королева Матильда, служила регентом Генрі в Англії, коли він був у Нормандії. Після її смерті в 1118 році Вільям був досить старий, щоб служити замість нього. Цю роль він уважно порадив адміністратори короля, такі як Роджер Солсбері. Протягом останніх років свого життя його іноді називали rex designatus.
Під час свого 35-річного правління Генріх I в Англії зіткнеться з декількома бойовими діями через союзи суперницьких регіонів з деякими його сусідами. Щоб забезпечити лояльність Анжу, давнього суперника Нормандії, Генрі заручив Вільгельма з Матильдою Анжуйською, старшою дочкою графа Фулка V Анжуйським в лютому 1113 р. Шлюб остаточно відбувся в червні 1119 року в Лізьє.

## Смерть
Вільгельм загинув у трагедії Білого корабля 25 листопада 1120 року. Герцог і його товариші перейшли Ла-Манш із Барфлера в найсучаснішому кораблі у королівському флоті в Бланш-Нефі. Відправлення корабля затягнулося до пізньої ночі. Коли Білий корабель вирушив Вільгельм наказав матросам веслувати швидше, аби наздогнати королівський флот. Але під час виходу з естуарію Сени, неподалік від Барфлера, «Білий корабель» у темряві наткнувся на напівприховану у воді скелю й швидко затонув. Вільгельму, за легендою, вдалось скористатись рятувальним човном, але під час спроби врятувати свою сестру Матильду Перську та інших придворних його човен також розбився й потонув.
Дружина Вільяма, Матильда, перебувала на іншому кораблі під час аварії. Вона повернулася в Анжу, а пізніше стала черницею. Зрештою вона стала настоятелькою абатства Фонтенве в 1150 році. Матильда померла майже через 30 років після трагедії білого корабля.

## Наслідки
Це різко загострило династичну проблему: єдиним нащадком Вільгельма Завойовника за чоловічою лінією лишився Вільгельм Клітон, син нормандського герцога Роберта Куртгьоза, який знаходився у в'язниці, й головний супротивник Генріха I на континенті. Відсутність законних синів змусила Генріха у 1121 році одружитись вдруге, однак нова дружина Аделіза Лувенська виявилась бездітною. Король наблизив до себе Стефана Блуаського, сина своєї сестри Адели Нормандської, якому думав передати престол у разі своєї смерті. Але 1125 року помер імператор Генріх V, чоловік дочки Генріха I Матильди, й вона здобула можливість повернутись до Англії. Вже у 1127 році Генріх оголосив Матильду своєю спадкоємицею та змусив англонормандських баронів скласти їй присягу вірності. Наступного року Матильда вийшла заміж за Жоффруа Мартела, правителя і спадкоємця Анжуйського графства, від якого у 1133 році народився син Генріх.